# Giovanni Pettinati
Giovanni Pettinati (Cartosio, Piemont, 6 de març de 1926 – Cartosio, 25 d'abril de 1994) va ser un ciclista italià, que fou professional entre 1951 i 1962.
En el seu palmarès destaca la victòria en una etapa del Giro d'Itàlia de 1954. En aquesta mateixa cursa vestí el mallot rosa durant sis etapes en l'edició de 1958. També guanyà una etapa a la Volta a Catalunya de 1952.
En posar punt-i-final a la seva carrera esportiva es va traslladar a viure a Acqui Terme, on va treballar en el ram de les asseguradores. Va morir d'un atac de cor als 68 anys.

## Palmarès
- 1948
  - 1r a la Coppa Città di Asti
- 1950
  - 1r a la Coppa Città di Asti
- 1951
  - 1r a La Nazionale a Romito Magra
- 1952
  - Vencedor d'una etapa a la Volta a Catalunya
  - 1r a la Coppa Andrea Boero
- 1953
  - 1r a la Coppa Mostra del Tessile
  - Vencedor d'una etapa al Giro de Sicília
- 1954
  - Vencedor d'una etapa al Giro d'Itàlia
- 1961
  - 1r al Trofeo Cougnet

### Resultats al Giro d'Itàlia
- 1951. 39è de la classificació general
- 1952. 57è de la classificació general
- 1953. 46è de la classificació general
- 1954. 47è de la classificació general. Vencedor d'una etapa
- 1955. 80è de la classificació general
- 1956. Abandona
- 1958. 25è de la classificació general. Porta la maglia rosa durant 6 etapes
- 1959. 43è de la classificació general
- 1960. 38è de la classificació general
- 1961. 44è de la classificació general

### Resultats a la Volta a Espanya
- 1956. 24è de la classificació general